# Jean Baltus
Jean Hubert Alphonse Joseph Baltus (Montzen, 18 juni 1903 - Eupen, 9 januari 1996) was een Belgisch arts en senator.

## Levensloop
Baltus was een zoon van Jean Baltus (1879-1954) en Marie-Louise Vanderheyden (1874-1946). Hij trouwde in 1930 met Maria Elisabeth Köttgen (1905-1966) en ze kregen vijf kinderen.
Naast zijn praktijk als huisarts, werd hij ook, na de Tweede Wereldoorlog, politiek actief. Hij werd in 1946 verkozen tot senator voor de PSC in het arrondissement Verviers. Hij bleef dit mandaat uitoefenen gedurende een volledige legislatuur, tot in 1950.